# Teodoro II de Alexandria
Teodoro II de Alexandria (nascido Nikolaos Horeftakis, em grego:  Πάπας και Πατριάρχης Αλεξανδρείας και πάσης Αφρικής Θεόδωρος Β΄, em 25 de novembro de 1954) é o atual "Papa e Patriarca de Alexandria e toda a África". É o atual líder da Igreja Ortodoxa de Alexandria.

## Biografia
Ele nasceu na ilha grega de Creta, em 1954, onde completou a sua escolaridade. Ele é graduado da Escola Eclesiástica Rizarios em Atenas e é formado pela Faculdade de Teologia da Universidade Aristotélica de Salônica. Ele também estudou História da Literatura, Arte e Filosofia em Odessa. De 1975 a 1985 atuou como Arquidiácono e Chanceler da Metropolis dos Santos Lambis e Sfakion em Creta, onde ele desenvolveu pregação significativa e atividades filantrópicas (albergues para jovens carentes, etc.) De 1985 a 1990 atuou como Exarca Patriarcal na Rússia, com sede na cidade ucraniana de Odessa, durante a posse dos Patriarcas Nicolau VI e Partênio III.
Em 1997 foi nomeado Vigário Patriarcal de Alexandria pelo falecido Patriarca Pedro VII. Em setembro do mesmo ano foi eleito Metropolita dos Camarões. Durante seu mandato lá, ele desenvolveu uma atividade missionária significativa. Ele construiu igrejas, escolas e clínicas, ajudando discretamente muitos africanos e gregos. Em 2002, ele se estabeleceu na Santa Metrópole no Zimbábue, onde estabeleceu 4 centros missionários na capital Harare, um Centro Cultural Helênico com capacidade para 400 delegados, 2 grandes centros missionários em Malaui, clínicas de habitação, escolas técnicas e creches. Com a ajuda do Parlamento Grego renovou a “Praça Grega” (Escola-Igreja-Vigaria) em Beira, Moçambique. Ele também lançou as bases para igrejas e contribuiu para o estabelecimento de Comunidades Helênicas em Botswana e Angola.
Após a morte do Patriarca Pedro e outros antigos bispos em um acidente de helicóptero no Mar Egeu, Teodoro foi eleito por unanimidade em 9 de outubro de 2004 pelo Sínodo do Trono de Alexandria como Patriarca. A cerimônia de entronização aconteceu na Catedral da Anunciação, em Alexandria, no domingo 24 de outubro, na presença de ilustres representantes religiosos e civis e um grande número de fiéis.
Em novembro de 2019, o Patriarca Teodoro II reconheceu formalmente a autocefalia concedida pelo Patriarcado Ecumênico de Constantinopla à Igreja Ortodoxa da Ucrânia no início daquele ano. Em resposta, o Patriarcado de Moscou cortou a comunhão eucarística com o Patriarca Teodoro e os bispos de sua igreja com idéias semelhantes, uma decisão que foi confirmada pelo Santo Sínodo Permanente da Igreja Ortodoxa Russa em 26 de dezembro de 2019.